# Norðoyatunnilin

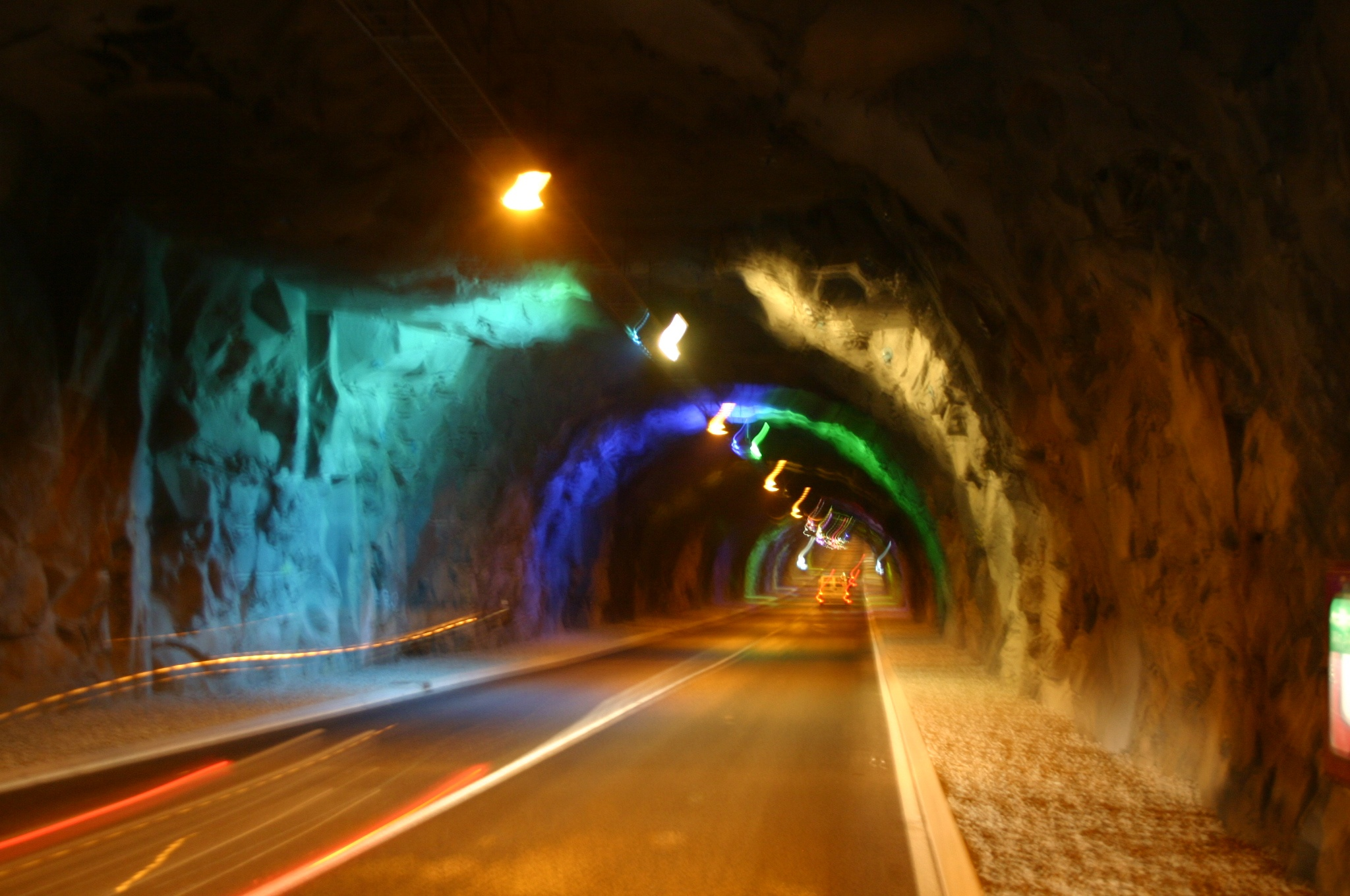
Ljuskonst av Tróndur Patursson.

Norðoyatunnilin (Nordötunneln) var med sina 6 300 meter den längsta tunneln på Färöarna när den invigdes år 2006. Tunneln sammankopplar orterna Leirvík på Eysturoy under sundet Leirvíksfjørður med staden Klaksvík på Borðoy. Tunneln ligger som djupast 150 meter under havsnivån.
Norðoyatunnilin är en vägtunnel med två körfält som var färdig i april 2006. Officiellt öppningsdatum var den 29 april.
De konkreta planerna om en tunnelförbindelse mellan öarna Eysturoy och Borðoy var inte helt nya. 1988 gjorde Landsverkfrøðingurin en del seismiska undersökningar i Leirvíksfjørður, och redan året innan hade en ingenjör utvecklat en helhetsplan för placeringsmöjligheter för tunnelbygget. Tunneln kostade totalt 265 miljoner danska kronor och priset för att köra igenom tunneln med personbil ligger för närvarande[när?] på 170 danska kronor.
Vid öppnandet var det den sjätte längsta undersjöiska vägtunneln.
Tunneln byggdes av Føroya Konsortiet I/F bestående av entreprenadföretagen NCC (NCC Construction AS Norge och NCC International Denmark A/S) samt Byggitek og J & K Petersen Contractor. Under arbetet sprängdes cirka 700 000 kubikmeter berg. Budgeten var på 400 miljoner danska kronor och invigningen var från början planerad till den 1 augusti 2006.